# Xenjapyx
Xenjapyx es un género de Diplura en la familia Japygidae.

## Especies
- Xenjapyx bouvieri (Silvestri, 1907)
- Xenjapyx tolaianus Pagés, 1957